# Streuobstwiesen-Radweg
Der Streuobstwiesen-Radweg „B63“ ist eine ca. 40 Kilometer lange Rad-Rundroute im Burgenland.